# دانييل ديدافي
دانييل ديدافي (بالألمانية: Daniel Didavi)‏ (مواليد 21 فبراير 1990 في نورتينغن - ألمانيا الغربية) لاعب كرة قدم ألماني يلعب حاليا لصالح نادي الدرجة الأولى شتوتغارت الألماني منذ 2003 في مركز الوسط المحوري .

## روابط خارجية
- دانييل ديدافي على موقع الاتحاد الدولي (مؤرشف)  (الإنجليزية)
- دانييل ديدافي على موقع الاتحاد الأوربي (الإنجليزية)
- دانييل ديدافي على موقع قاعدة بيانات كرة القدم.إي يو (الإنجليزية)
- دانييل ديدافي على موقع بيانات كرة القدم. دي إي (الألمانية)
- دانييل ديدافي على موقع Soccerway.com (الإنجليزية)
- دانييل ديدافي على موقع عالم كرة القدم.نت (الإنجليزية)
- دانييل ديدافي على موقع كووورة
- دانييل ديدافي على موقع AS.com (الإسبانية)